# Goran Rađenović

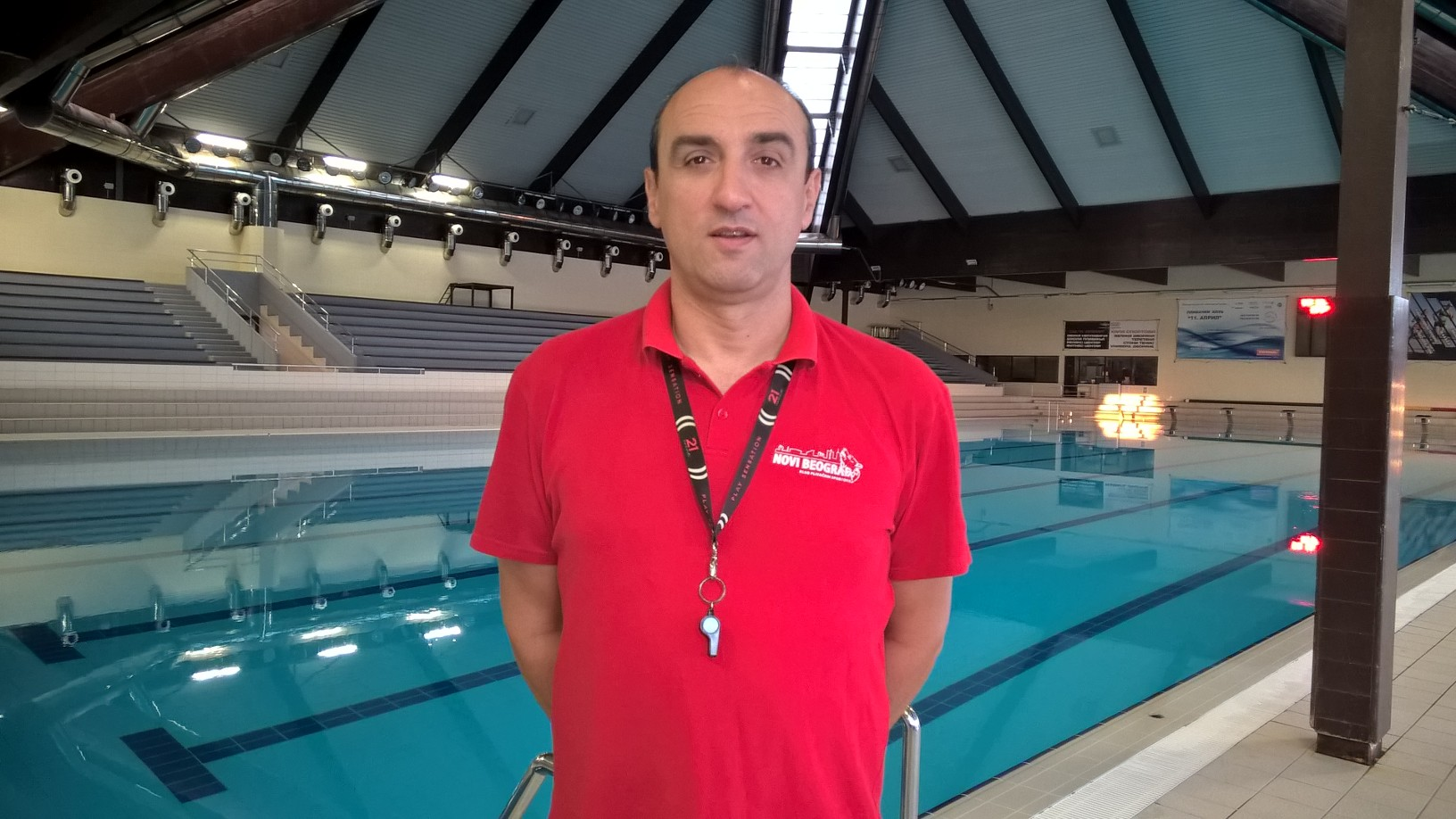
Goran Rađenović

Goran Rađenović, född 4 november 1966 i Niš, är en före detta jugoslavisk vattenpolospelare. Han tog OS-guld 1988 med Jugoslaviens landslag.
Rađenović spelade sju matcher och gjorde sex mål i den olympiska vattenpoloturneringen i Seoul som Jugoslavien vann.
Rađenović tog EM-guld år 1991 i Aten och VM-guld samband med världsmästerskapen i simsport 1991 i Perth.